# Ilsa la belva delle SS
Ilsa la belva delle SS (Ilsa, She Wolf of the SS) è un film splatter-erotico del 1975, diretto da Don Edmonds e appartenente al filone della cosiddetta nazisploitation oltre che al filone women in prison. Primo di una saga in cui la protagonista era Dyanne Thorne nel ruolo della dottoressa Ilsa, il film è l'apice del sottogenere dell'exploitation; a questo seguirono Ilsa la belva del deserto (1976) e La tigre del sesso (1977).

## Trama
Ilsa è una crudele dottoressa nazista che opera su alcune cavie ebree durante il periodo della seconda guerra mondiale. Il film non consta di una vera e propria trama, ma si limita a mostrare alcune sequenze choc che vengono perpetrate all'interno del campo di concentramento. Il compito di Ilsa altro non è che quello di scoprire le maggiori resistenze al dolore, che porterebbero alla scoperta di una nuova "razza eletta".
Alcune tra le vittime vengono bollite, penetrate da cavi fallici elettrificati, e le loro ferite vengono in seguito colmate di vermi, affinché questi portino a nuovi sviluppi nel campo della prevenzione delle malattie virali; i capitani nazisti vengono invece evirati dalla crudele dottoressa dopo aver avuto rapporti sessuali con questi, che si sono dimostrati impotenti. L'unico che sopravvive è il soldato statunitense Wolfe, nazionalista nei confronti della sua patria, superdotato ed eroico.
Nel finale i superiori di Ilsa, preoccupati di celare agli Alleati che avanzano quanto avvenuto nel campo, lo fanno distruggere, uccidendo tutti gli occupanti; anche la stessa Ilsa viene eliminata. Il loro piano appare però destinato a fallire in quanto Wolfe ed una prigioniera, sfuggiti al massacro, si mettono in salvo.

## Il film
Caposaldo della nazisploitation, il film si inoltra per un'ora e mezzo mostrando scene di violenza e sesso sino alla nausea. Da notare, tra tutte le scene splatter perfettamente coordinate da Edmonds, l'evirazione di un prigioniero e l'intervento senza anestesia ad una donna, ad opera della tremenda e sensuale Ilsa.
È molto utile per capire l'epoca di realizzazione il fatto che l'americano Wolfe (Gregory Knoph) viene mostrato come il "soldato tutto muscoli" nazionalista sino al midollo, mentre i capitani nazisti vengono raffigurati come dei pervertiti che si umiliano svelando la propria impotenza sessuale alla crudele dottoressa, venendo di conseguenza evirati.